# Хоробре серце (Доктор Хаус)
«Хоробре серце» (англ. Brave Heart)  — п'ята серія шостого сезону американського телесеріалу «Доктор Хаус». Прем'єра епізоду проходила на каналі FOX 19 жовтня 2009. Доктор Хаус і його нова команда мають врятувати чоловіка, чий батько, дід та прадід померли від проблем із серцем.

## Сюжет
Під час погоні за злочинцем Донні падає з даху. В лікарні Кемерон дізнається, що батько, дід і прадід полісмена помирали від проблем із серцем, як тільки їм виповнювалось 40 років. На наступному тижні Донні буде 40, тому він змирився зі своєю смертю, Кемерон вирішує перевести пацієнта до Хауса. Оскільки Форман ще головний, а Хаус не хоче брати справу, Форман наказує зробити ЕКГ, КТ і ЕХО серця. Результати нічого не показують і Форман вирішує перевірити скелети батька, діда і прадіда Донні. Тим часом до Хауса приходить колишня дівчина пацієнта і каже, що у нього є син про якого він не знає. Вона вважає, що у хлопчика може бути таке ж захворювання, що і у його батька.
Скелети родичів чоловіка також нічого не дають, тому Форман наказує зробити біопсію кісткового мозку хлопчику Майклу. Результат теж нічого не дає, тому Хаус наполягає на виписці. Він вигадує діагноз чоловіку і каже, йому, що той одужує і може виписатись. Через чотири години після виписки Донні помирає. Хаус вирішує провести розтин, але під час розкриття грудної клітки Донні отямлюється, хоч його серце давно зупинилось. Команда думає, що у чоловіка генетична автоімунна хвороба і починає лікування. Невдовзі Донні починає скаржитись на біль у щелепі і зубі. Згодом він самостійно вириває собі зуб. Дантист каже, що він був абсолютно здоровий.
Кемерон вважає, що у пацієнта рак кісток і Форман наказує зробити гамма-зйомку. Знімки не виявляють пухлин, а Хаус розуміє, що у чоловіка спадкова сенсорна автономна невропатія першого ступеня. Невдовзі у Донні виникає порушення тазової функції, а це перекреслює версію Хауса. Кемерон вважає, що у пацієнта хвороба Вілсона. Команда починає лікування, але Хаус розуміє, що у Донні спадкова внутрішньочерепна пухлина, яка тисне на нерви, що контролюють все тіло. Згодом пухлина стає надто великою і зупиняє імпульси від мозку до серця. Донні і його сину видаляють пухлини і вони одужують. Донні вирішує зблизитись із сином. Чейза мучать докори сумління через вбивство Дібали, тому він вирішує напитися.

## Цікавинки
- Вночі Хаус чує якісь голоси. Згодом виявляється, що Вілсон вирішив розмовляти з уявною Ембер. Так йому стає легше жити.